# Paecilomyces carneus
Paecilomyces carneus är en svampart som först beskrevs av Duché & R. Heim, och fick sitt nu gällande namn av A.H.S. Br. & G. Sm. 1957. Paecilomyces carneus ingår i släktet Paecilomyces och familjen Trichocomaceae.   Inga underarter finns listade i Catalogue of Life.